# Traité instituant la Communauté économique européenne
Cet article parle du traité instituant la Communauté économique européenne et de son contenu entre 1957 et 1993. Les versions ultérieures du traité peuvent être consultées sur les articles du TCE (1993-2009) et du TFUE (depuis 2009).
Ne doit pas être confondu avec Traité instituant la Communauté européenne.
 Voir le traité sur Wikisource
Traité instituant la Communauté européenne
Le traité instituant la Communauté économique européenne (TCEE), aussi appelé traité de Rome, ou encore traité sur le fonctionnement de l'Union européenne (TFUE) est un traité signé le 25 mars 1957 à Rome (Italie) entre six pays : Allemagne de l'Ouest, Belgique, France, Italie, Luxembourg et Pays-Bas. Le même jour, les mêmes pays signent le traité Euratom ; les deux traités créent respectivement la Communauté économique européenne et la Communauté européenne de l'énergie atomique. Le TCEE est élargi en 1973 au Danemark, au Royaume-Uni et à l'Irlande, en 1981 à la Grèce et en 1986 à l'Espagne et au Portugal, soit au total, à terme, un traité entre 12 États.
Entré en vigueur le 1er janvier 1958, il institue le marché commun européen et a défini les bases de la politique agricole commune mise en œuvre en 1962. Il est modifié à plusieurs reprises avant de connaître des changements majeurs, avec l'Acte unique européen signé en 1986, puis le traité de Maastricht, signé en 1992 entre les 12 États membres de la CEE et entré en vigueur le 1er novembre 1993. Il prend alors le nom de traité instituant la Communauté européenne. Une nouvelle modification importante a lieu avec l'entrée en vigueur du traité de Lisbonne, signé en 2007 et entré en vigueur le 1er décembre 2009, date à laquelle il devient le traité sur le fonctionnement de l'Union européenne (TFUE).

## Historique
Pour des articles plus généraux, voir Histoire de l'Union européenne et Politique extérieure de la IVe République.

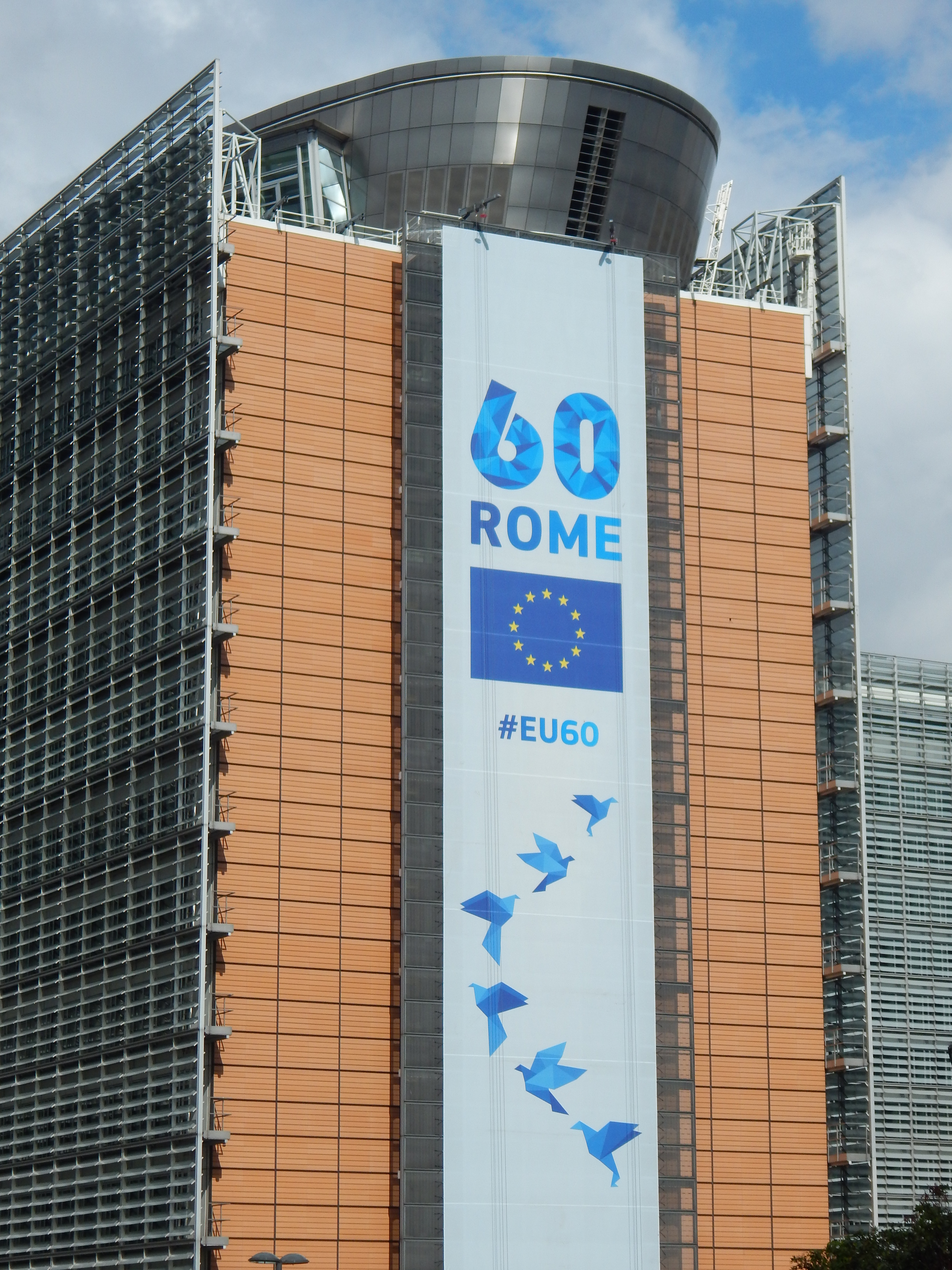
Affiche célébrant les 60 ans du traité de Rome, sur le bâtiment Berlaymont.

Le Marché commun européen est né dans les années 1950, mais a été précédé de tentatives du même ordre, dès les années 1920, sous la forme d'un appel aux Européens en faveur d'une Union douanière européenne, lancé le 12 mars 1925 par le journaliste Edgar Stern-Rubarth et neuf autres personnalités internationales, parmi lesquelles l'économiste hongrois Elemér Hantos ou l'économiste français Charles Gide, titulaire depuis 1921 de la chaire de coopération au Collège de France.
Les premières organisations internationales et intergouvernementales européennes ont vu le jour au lendemain de la Seconde Guerre mondiale : le Conseil de l'Europe, une organisation peu intégrée, en 1949 ; l'Union de l'Europe occidentale en 1954 ; l'Organisation européenne de coopération économique en 1948 (devenue Organisation de coopération et de développement économiques en 1961).
La première organisation de type supranational créé fut la Communauté européenne du charbon et de l'acier, après la signature du traité CECA en 1951. Cette organisation initie l'approche sectorielle qui caractérisera l'intégration européenne, l'idée étant d'« édifier un socle économique, susceptible de permettre des formes de coopération politique ». L'échec de la Communauté européenne de défense en 1954 n'entrainera pas de ralentissement de l'intégration européenne puisque dès 1955, les États membres décident, à l'occasion de la conférence de Messine, d'étendre l'intégration à l'ensemble des secteurs de l'économie.
Une négociation entre les experts des six pays de la Communauté européenne du charbon et de l'acier, ainsi que d'un représentant du Royaume-Uni, s'engage alors mais elle est difficile. Le représentant britannique quitte les discussions à la fin de 1955, Londres s'estimant incapable de s'engager. Un rapport est alors confié à un comité d'experts présidé par le ministre belge des Affaires étrangères Paul-Henri Spaak pour dégager des propositions. Finalement, les propositions de ce comité, synthétisées dans le Rapport Spaak d'avril 1956, influencent largement les négociations entre les Six, qui reprennent à la rentrée de 1956. Le 25 mars 1957 et les traités de Rome sont signés, le premier créant la Communauté économique européenne, le second créant la Communauté européenne de l'énergie atomique.

## Traité d'origine
Le traité se compose de six parties. S'y ajoutent des annexes avec des dispositions particulières pour chaque pays et un préambule. Les États ont adopté le texte de Pierre Uri, un proche collaborateur de Jean Monnet, avec quelques modifications.[réf. nécessaire]

### Préambule
Le préambule du traité introduit les objectifs des États parties.
Le premier de ces objectifs est d'établir « une union sans cesse plus étroite entre les peuples européens ». Il aurait été inscrit par Jean-François Deniau, négociateur du traité pour le compte de la France. Il implique que la construction européenne est un processus dynamique et continu.
Les objectifs suivant prennent un ton plus économique et les chefs d’État et de gouvernement se déclarent décider assurer en commun le « progrès économique et social de leurs pays », à « améliorer le niveau de vie et d'emploi de leurs peuples », à assurer la concurrence et à réduire les écarts de richesse régionaux et à soutenir les régions défavorisées.
Enfin, le dernier point rappelle le contenu de la déclaration du 9 mai 1950 de Robert Schuman en affirmant la nécessité de sauvegarder la paix et la liberté.

### Principes
La première partie du traité (articles 1 à 8) formalise la création de la « Communauté économique européenne ». Ici sont fixés les principes, dont les plus importants sont l'abolition de droits de douane et des limites quantitatives à l'entrée et à la sortie de marchandises, la libre circulation des personnes, des services et des capitaux ainsi que l'établissement d'un régime garantissant une concurrence non faussée entre les États de la CEE. Des politiques communes sont instaurées dans les domaines de l'agriculture et des transports. Sont créés le fonds social européen pour développer l'emploi et la banque européenne d'investissement pour la création de ressources nouvelles. De plus, sont définies les institutions créées par le traité, notamment l'Assemblée, le Conseil, la Commission ainsi que la Cour de justice.

### Fondements de la Communauté

#### Titre I: la libre circulation des marchandises
Ce titre précise le fonctionnement de l'union douanière et instaure l'élimination des restrictions quantitatives entre les États membres. Cette organisation est mise en place durant une phase transitoire de douze années pilotée par la commission.
Le marché commun sera efficient en 1968.

#### Titre II: l'agriculture
Outre l'échange de produits agricoles dans le cadre de l'union douanière, les États établissent une politique agricole commune. Elle doit permettre d'accroître la productivité, d'assurer le revenu des agriculteurs, de stabiliser les marchés, de garantir la sécurité d'approvisionnement et d'offrir des prix raisonnables aux consommateurs.
L'organisation de la politique agricole commune peut s'appuyer sur des réglementations de prix, des subventions, des systèmes de stockage et des règles communes en matière d'importation et d'exportation. Des fonds d'orientation et de garanties agricoles peuvent être créés pour atteindre les objectifs de la politique commune.
La commission propose des mesures de mise en œuvre, elles seront arrêtées par le conseil, après consultation de l'assemblée et du comité économique et social, sous forme de directives, de règlements ou de décisions, votés à l'unanimité durant une première étape puis à la majorité qualifiée ensuite.
La Politique Agricole Commune entrera en vigueur en 1962.

#### Titre III: la libre circulation des personnes, des services et des capitaux
Excepté pour les emplois des administrations publiques, les travailleurs des États signataires du traité ont le libre choix de leur emploi sur l'ensemble du territoire de la CEE sans distinction de nationalité. Il en est de même pour les établissements (activités non salariées et entreprises) et pour les services.
Les États reconnaissent l'équivalence de leurs diplômes, certificats et autres titres.
La procédure de mise en place est identique à celle de la politique agricole commune (proposition de la commission, consultation de l'assemblée et du Conseil économique et social, vote à l'unanimité puis à la majorité qualifiée, directives).
La circulation des capitaux appartenant à des ressortissants des États membres est libre. La mise en place de cette mesure est statuée par le conseil, sur proposition de la commission, après consultation du comité monétaire (unanimité durant une première étape, majorité qualifiée ensuite).
L'essentiel de ces mesures ne deviendra effectif qu'après les signatures de l'Acte unique européen puis de l'accord de Schengen pour la circulation des personnes.

#### Titre IV: les transports
Ce titre vise à l'instauration de règles communes pour les transports internationaux au sein de la CEE. Son objectif est également de permettre à tout transporteur de la CEE d'opérer des transports nationaux dans un État où il n'est pas résident. Ces mesures s'appliquent aux transports routiers, ferroviaires et par voie navigable. Navigations aériennes et maritimes pourraient être prises en compte sur décision du conseil (unanimité).
La procédure de mise en place est identique à celle de la politique agricole commune (proposition de la commission, consultation de l'assemblée et du Conseil économique et social, vote à l'unanimité puis à la majorité qualifiée, directives).
Ces objectifs ne deviendront effectifs qu'après signatures de l'Acte unique européen puis du traité de Maastricht.

### Politique de la Communauté

#### Titre I: les règles communes
Sont définies ici les règles permettant une concurrence libre et non faussée entre les entreprises y compris les entreprises publiques et, avec certaines restrictions, celles assurant un service d'intérêt économique général. Les pratiques de dumping sont interdites. Seules certaines aides d'État sont autorisées (aides sociales, aides à la suite de calamités, aides aux régions défavorisées, aide relative à un projet européen d'intérêt général). La cour de justice peut intervenir en cas de non respect de ces règles.
Produits nationaux et produits en provenance d'un autre État membre doivent être soumis à la même fiscalité sur le territoire d'un État. Le rapprochement des législations ayant une influence sur le marché commun est nécessaire afin d'éviter les distorsions de concurrence.

#### Titre II: la politique économique
Les États signataires doivent coordonner leur politique économique, équilibrer leur balance des paiements, maintenir la confiance dans leur monnaie, en assurant le niveau d'emploi et la stabilité des prix.
Un Comité monétaire, consultatif et composé de deux membres par État, assure le suivi de la situation économique de chaque État membre et en informe le Conseil et la Commission.
Un certain nombre de mesures permettent de garantir transferts et paiements d'une monnaie à l'autre. Sont également prévues des mesures susceptibles d'aider un État à sortir d'une situation économique difficile.
Les États membres de la CEE doivent œuvrer à étendre la réduction des barrières douanières à l'ensemble du commerce mondial. Une politique commerciale commune est définie vis à vis des pays tiers, la Commission émet des propositions en ce sens et les soumet au Conseil qui statue à l'unanimité durant les deux premières étapes (8 ans) et à la majorité qualifiée ensuite.

#### Titre III: la politique sociale
Le traité estime que le marché commun favorisera l'harmonisation des systèmes sociaux. La Commission émet des propositions pour atteindre cet objectif et dresse un bilan annuel de l'évolution sociale au sein de la Communauté.
Le principe d'égalité de rémunération entre homme et femme est affirmé.
Afin d'améliorer l'emploi et la mobilité des travailleurs à l'intérieur de la CEE, un fonds social européen est créé. Il est géré par la Commission.

#### Titre IV: la banque européenne d'investissement
Cette banque doit financer des projets à destination des régions les moins favorisées, des projets de modernisation d'entreprises ou de création d'activités nouvelles (sous certaines conditions), ou des projets d'intérêt commun pour plusieurs États membres.

### Pays et territoires d'outre-mer
La quatrième partie du traité crée le statut de pays et territoires d'outre-mer (PTOM), destinés aux territoires non-européens entretenant des « relations particulières » avec la Belgique, la France, l'Italie et les Pays-Bas. Les territoires concernés sont listés à l'annexe IV du traité. Il s'agit de : « l'Afrique-Occidentale française, l'Afrique-Équatoriale française, Saint-Pierre-et-Miquelon, l'Archipel des Comores, Madagascar et dépendances, la Côte française des Somalis, la Nouvelle-Calédonie et dépendances, les Établissements français de l'Océanie, les Terres australes et antarctiques, la République autonome du Togo, le territoire sous tutelle du Cameroun administré par la France, le Congo belge et le Ruanda-Urundi, la Somalie sous tutelle italienne et la Nouvelle-Guinée néerlandaise ».
Le but de ce statut, selon l'article 131 du traité, est de favoriser le développement économique et social de ces territoires en établissant des relations économiques avec eux. Plusieurs principes sont dès lors cités pour ses relations :
- « les États membres appliquent à leurs échanges commerciaux avec les pays et territoires le régime qu'ils s'accordent entre eux en vertu du présent traité »[13].
- « chaque pays ou territoire applique à ses échanges commerciaux avec les États membres et les autres pays et territoires le régime qu'il applique à l'État européen avec lequel il entretient des relations particulières »[13].
- « les États membres contribuent aux investissements que demande le développement progressif de ces pays et territoires »[13].
- « pour les investissements financés par la Communauté, la participation aux adjudications et fournitures est ouverte, à égalité de conditions, à toutes les personnes physiques et morales ressortissant des États membres et des pays et territoires »[13].
- « dans les relations entre les États membres et les pays et territoires, le droit d'établissement des ressortissants et sociétés est réglé conformément aux dispositions et par application des procédures prévues au chapitre relatif au droit d'établissement et sur une base non discriminatoire »[13].

Afin de réaliser ces objectifs, ces pays et territoires vont bénéficier, à l'instar des autres États membres, « de l'élimination totale des droits de douane ». Cependant, l'article 133 dispose en son paragraphe 3 qu'il est possible que les pays et territoires puissent « percevoir des droits de douane qui répondent aux nécessités de leur développement et aux besoins de leur industrialisation ou qui, de caractère fiscal, ont pour but d'alimenter leur budget ».
De la même manière, les dispositions relatives à la libre circulation des travailleurs entre les États membres et les pays et territoires et entre les pays et territoires et les États membres doivent, selon le traité, être réglé par une convention requérant l'unanimité et sous réserve des enjeux de santé publique, de sécurité publique et d'ordre public.

### Institutions de la Communauté

#### Titre I: Dispositions institutionnelles
Les membres de l'Assemblée sont désignés par les parlements nationaux, leur répartition est la suivante : Belgique 14, Allemagne 36, France 36, Italie 36, Luxembourg 6, Pays-Bas 14. Un projet futur serait de les élire au suffrage universel, l'Assemblée devra faire des propositions en ce sens. La session ordinaire est annuelle, elle peut être complétée par des sessions extraordinaires. L'Assemblée a un rôle consultatif (l'accroissement de ses pouvoirs sera refusé lors du Compromis de Luxembourg), elle peut cependant destituer la Commission par vote d'une motion de censure. L'Assemblée est commune à la CEE, la CECA et Euratom.
Le Conseil coordonne les politiques générales des États membres et dispose du pouvoir de décision. Il est composé d'un membre du gouvernement de chaque État. La présidence change tous les 6 mois, elle est assurée successivement par chaque État. Le conseil est convoqué par le président. Le vote peut être soumis à la majorité simple, à la majorité qualifiée à 12 voix (Belgique : 2 voix, Allemagne, France, Italie : 4 voix chacun, Luxembourg : 1 voix, Pays-Bas : 2 voix), ou à l'unanimité (la règle de la majorité qualifiée sera remise en cause en 1966 par le compromis de Luxembourg, elle ne sera remise en place qu'à partir de 1986 après signature de l'Acte unique européen).
La Commission est la gardienne des traités, elle émet des recommandations ou des avis dans les domaines couverts par le traité, elle dispose d'un pouvoir de décision propre et exerce les compétences que le Conseil lui confère. Elle est composée de neuf membres nommés par les gouvernements pour une durée renouvelable de 4 ans (deux membres maximum par État), ils sont indépendants des États. Un président et deux vice-présidents sont désignés parmi ses membres pour deux ans. Conseil et Commission collaborent. La Commission dispose du monopole de l'initiative (comme le souhaitaient les petits pays pour faire contrepoids aux grands pays), elle émet des propositions à destination du Conseil (à sa demande ou non), celui ci ne peut les amender qu'en statuant à l'unanimité, tandis que la Commission a toute latitude pour les modifier tant qu'elles ne sont pas votées. La Commission publie annuellement un rapport sur l'activité de la CEE.
La Cour de Justice assure le respect du droit dans le cadre du traité, elle est formée de sept juges assistés de deux avocats généraux (renouvelables tous les trois ans). Les juges sont nommés pour 6 ans par les gouvernements (renouvelables par trois ou quatre tous les trois ans). La Cour de justice assure le contrôle des légalité des actes du Conseil ou de la Commission. En cas de manquement d'un État à ses obligations, la Cour de justice peut être saisie par la Commission ou par un État (après avis de la Commission). Toute personne physique peut former un recours contre une décision la concernant directement ou indirectement. Une institution judiciaire d'un État peut demander à la Cour de Justice de statuer sur un sujet entrant dans son domaine de compétence. La Cour de justice est commune à la CEE, la CECA et Euratom.
Commission et Conseil arrêtent des règlements (exécutoire) et des directives (à transposer dans chaque législation nationale), prennent des décisions (exécutoires). et formulent des recommandations et avis. Les règlements sont publiés au journal officiel de la Communauté.
Le Conseil économique et social est composé de représentants de la vie économique et sociale. Ses membres sont nommés pour 4 ans par le Conseil. Son rôle est consultatif. Il comporte une section spécialisée dans l'agriculture et une deuxième dans les transports. Le Conseil économique et social est commun à la CEE, la CECA et Euratom.

#### Titre II: Dispositions financières
Un budget équilibré est défini pour chaque année. Bien qu'elles soient envisagées ultérieurement (tarif douanier commun - projet qui sera abandonné lors du compromis de Luxembourg), la CEE ne dispose pas de ressources propres pour ses premiers exercices, les recettes proviennent des États membres. Le projet de budget est préparé par la Commission à partir des prévisions de chaque institution, le budget prévisionnel est transmis à l'Assemblée pour d'éventuelles modifications puis soumis au Conseil qui statue à la majorité qualifiée. Une Commission de contrôle formée de commissaires aux comptes est chargée de vérifier la conformité des comptes.

### Dispositions générales et finales
La Communauté dispose d'une personnalité juridique lui permettant d'acquérir des biens immobiliers et mobiliers. Le statut des fonctionnaires européens est défini par le Conseil (unanimité requise). Les fonctionnaires sont soumis au secret professionnel.
Sécurité nationale, production et commerces de matériel militaire restent de la responsabilité de chaque État. Les États membres sont consultés lors de troubles graves de sécurité dans l'un d'entre eux.
Lorsqu'un État rencontre des problèmes importants dans un secteur économique, il peut demander l'autorisation à la Commission d'instituer des mesures de sauvegarde.
Un article de cette partie définit les mesures spécifiques relatives à l'Algérie et aux pays, départements et territoires d'outremer.
Les accords commerciaux entre la CEE et des pays tiers sont menées par la Commission, puis conclus par le Conseil après consultation de l'Assemblée.
Outre les relations avec les organismes internationaux, le traité prévoit une collaboration étroite avec l'OECE.
Le traité peut être révisé à la demande d'un gouvernement, elle provoque la convocation d'une Conférence intergouvernementale.
Tout État européen peut demander à devenir membre de la CEE.

### Signataires

Les pays signataires en 1956.

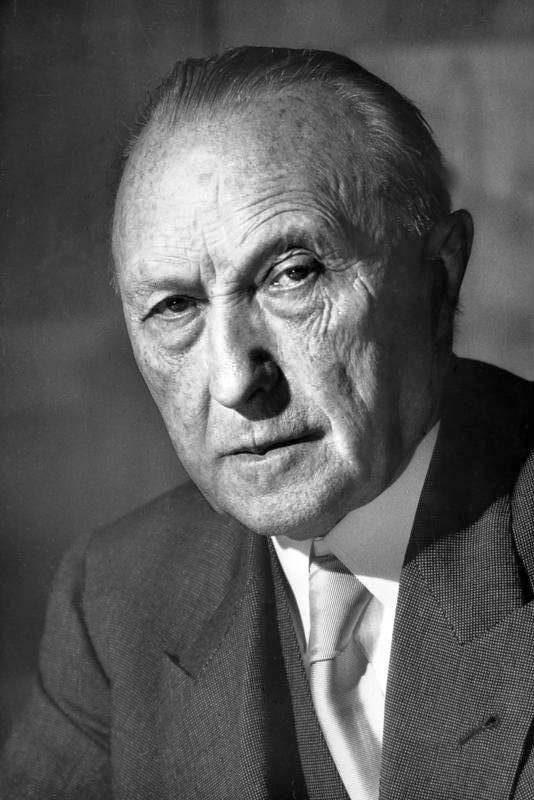
Allemagne de l'Ouest : Konrad Adenauer, Chancelier et ministre des Affaires étrangères
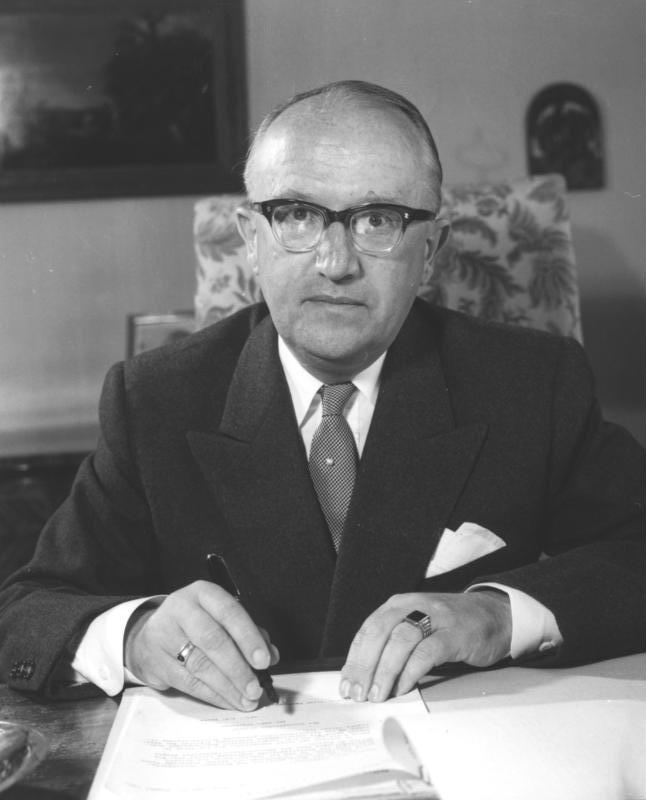
Allemagne de l'Ouest : Walter Hallstein, secrétaire d'État aux Affaires étrangères
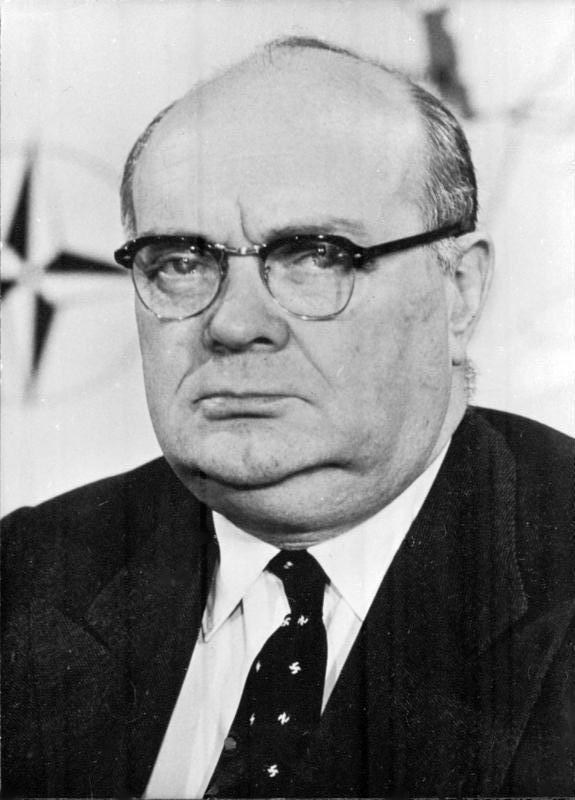
Belgique : Paul-Henri Spaak, ministre des Affaires étrangères
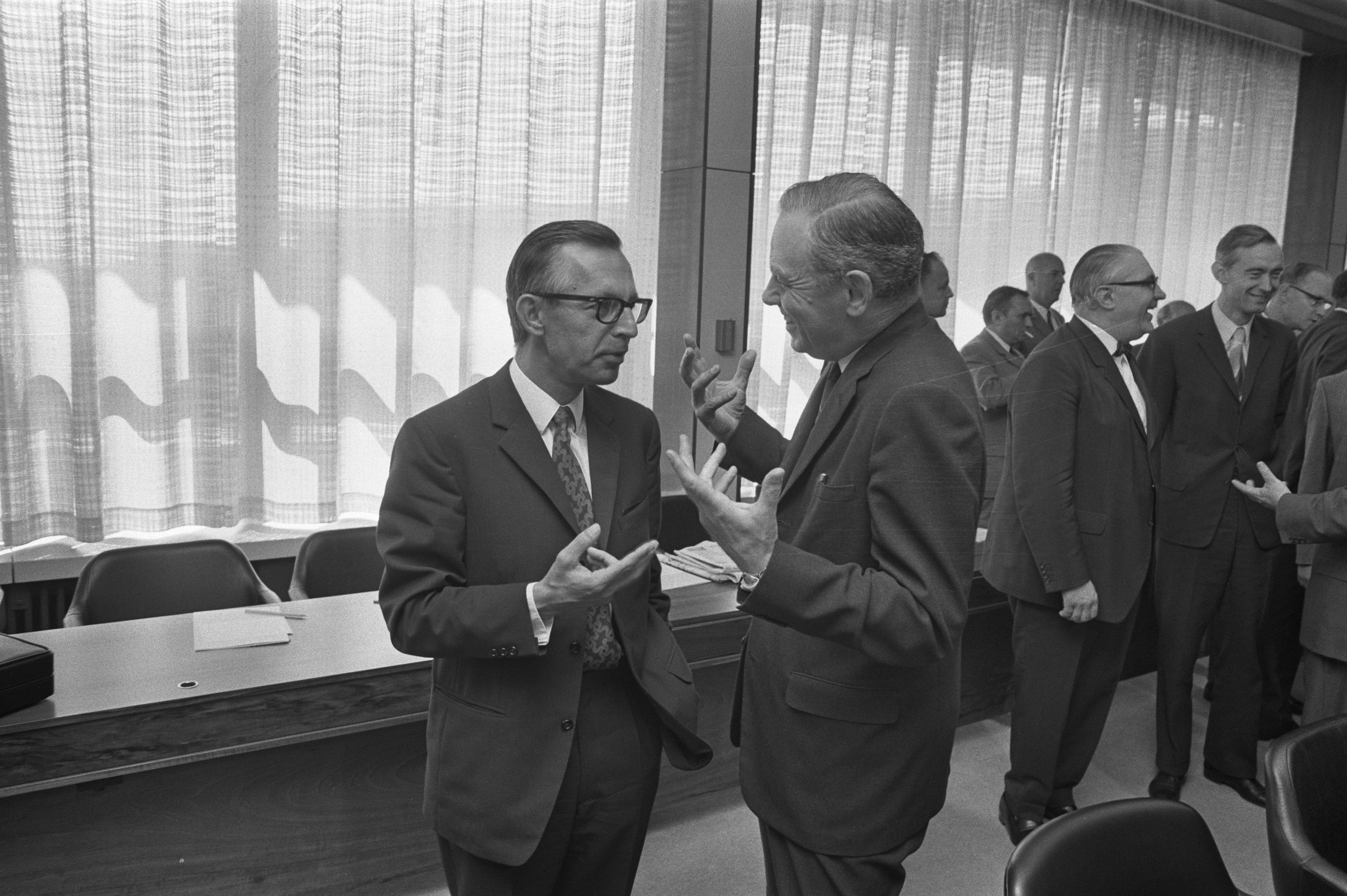
Belgique: Jean-Charles Snoy et d'Oppuers, secrétaire général du ministère des Affaires économiques (gauche)
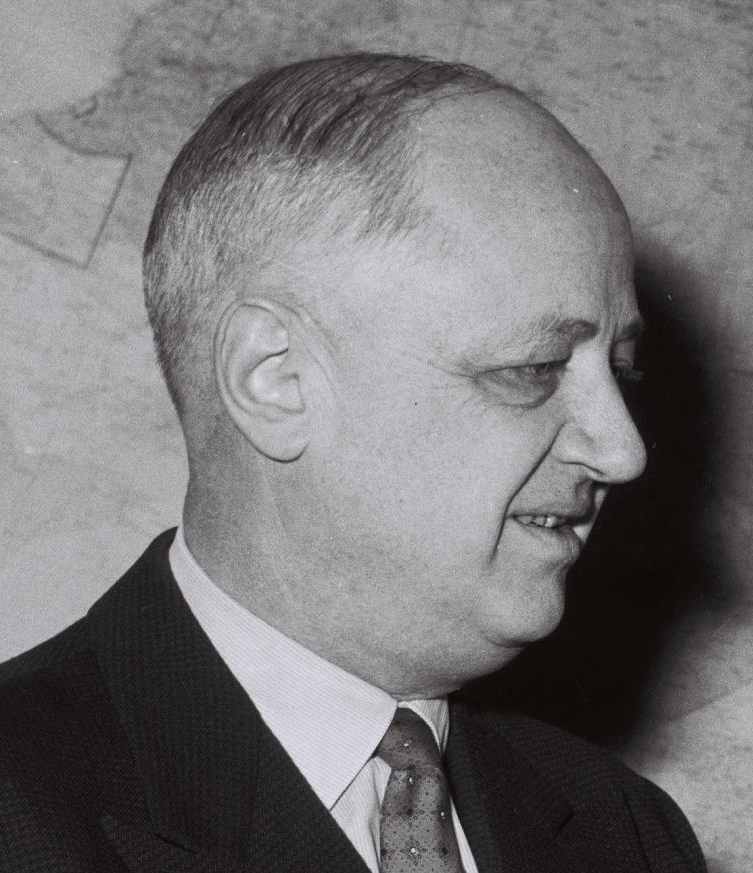
France : Christian Pineau, ministre des Affaires étrangères
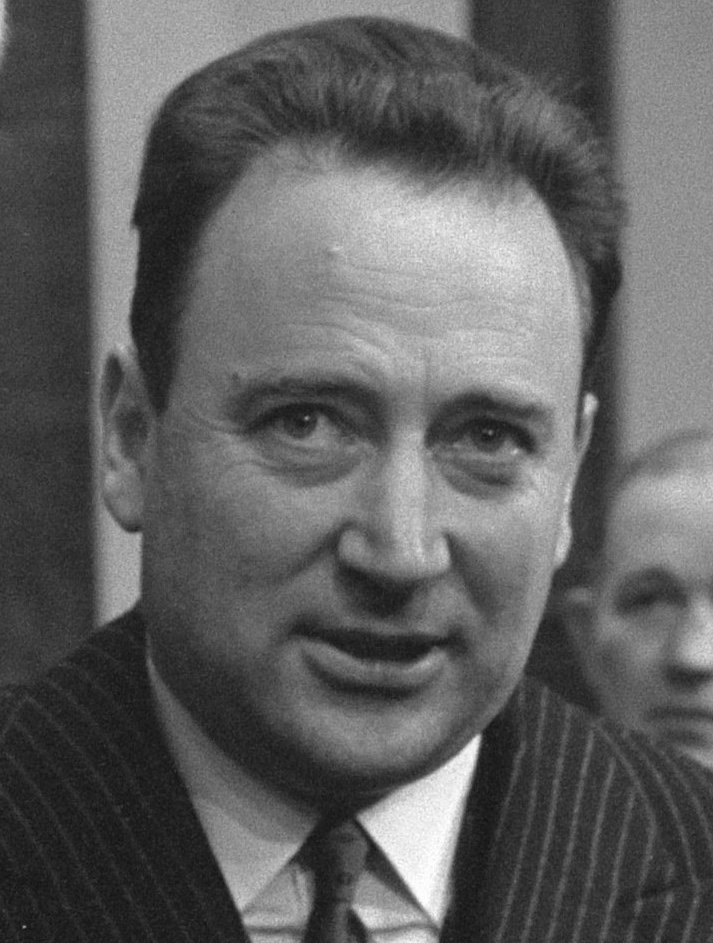
France : Maurice Faure, secrétaire d'État aux Affaires étrangères
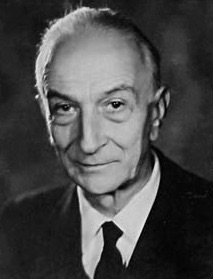
Italie : Antonio Segni, président du Conseil
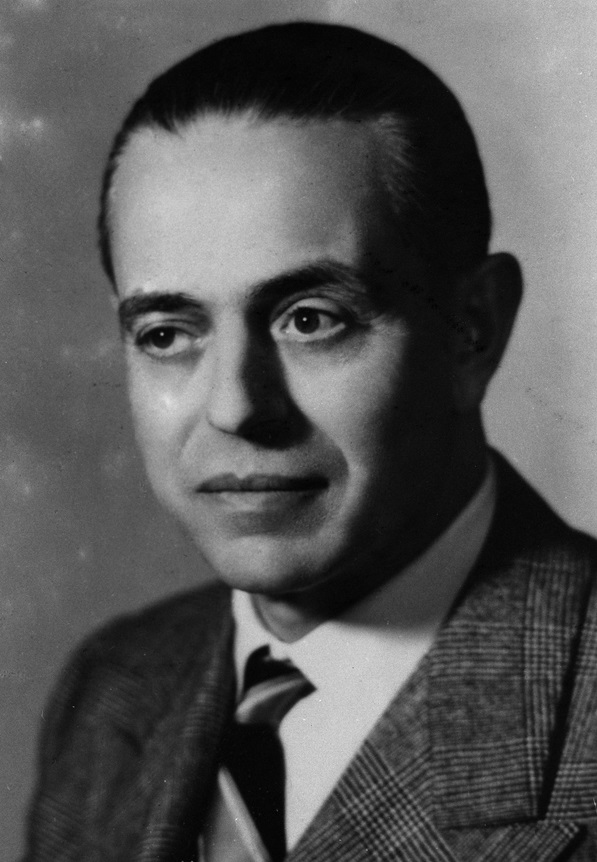
Italie : Gaetano Martino, ministre des Affaires étrangères
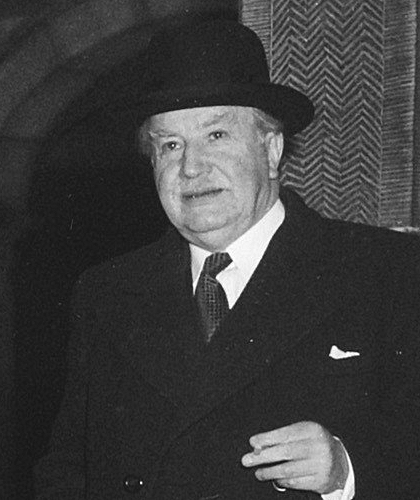
Luxembourg : Joseph Bech, ministre des Affaires étrangères
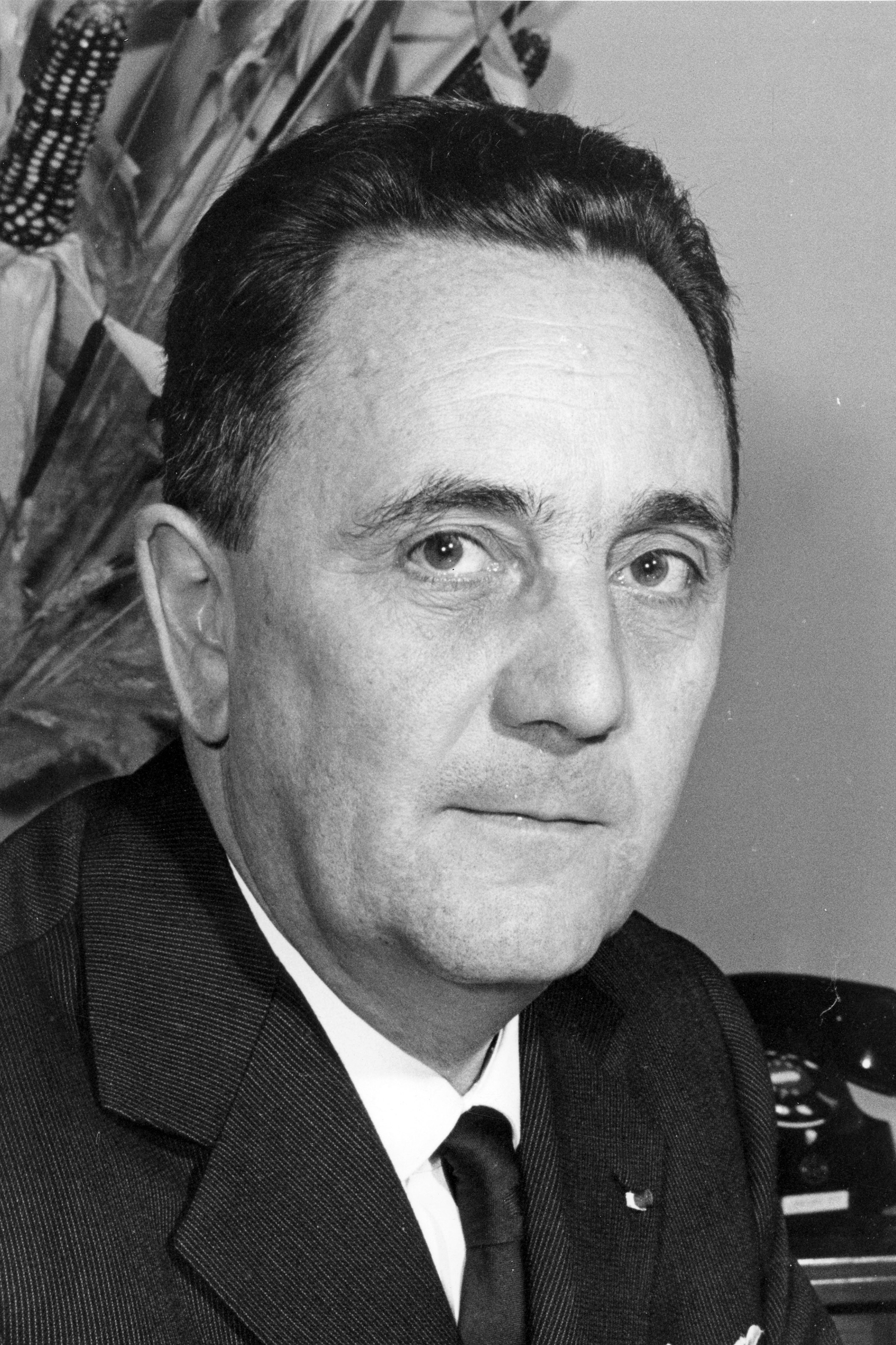
Luxembourg : Lambert Schaus, ambassadeur en Belgique
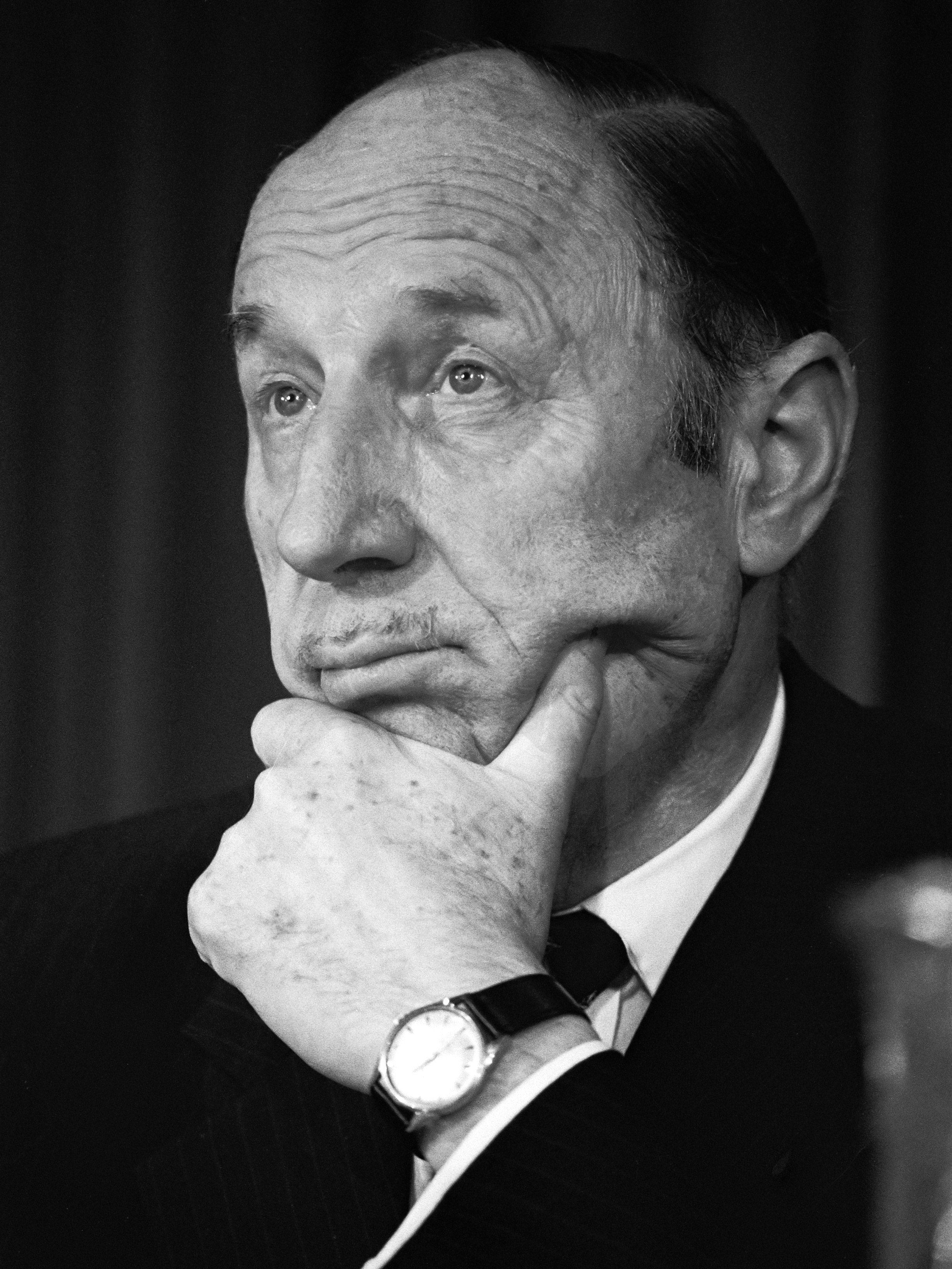
Pays-Bas : Joseph Luns, ministre des Affaires étrangères
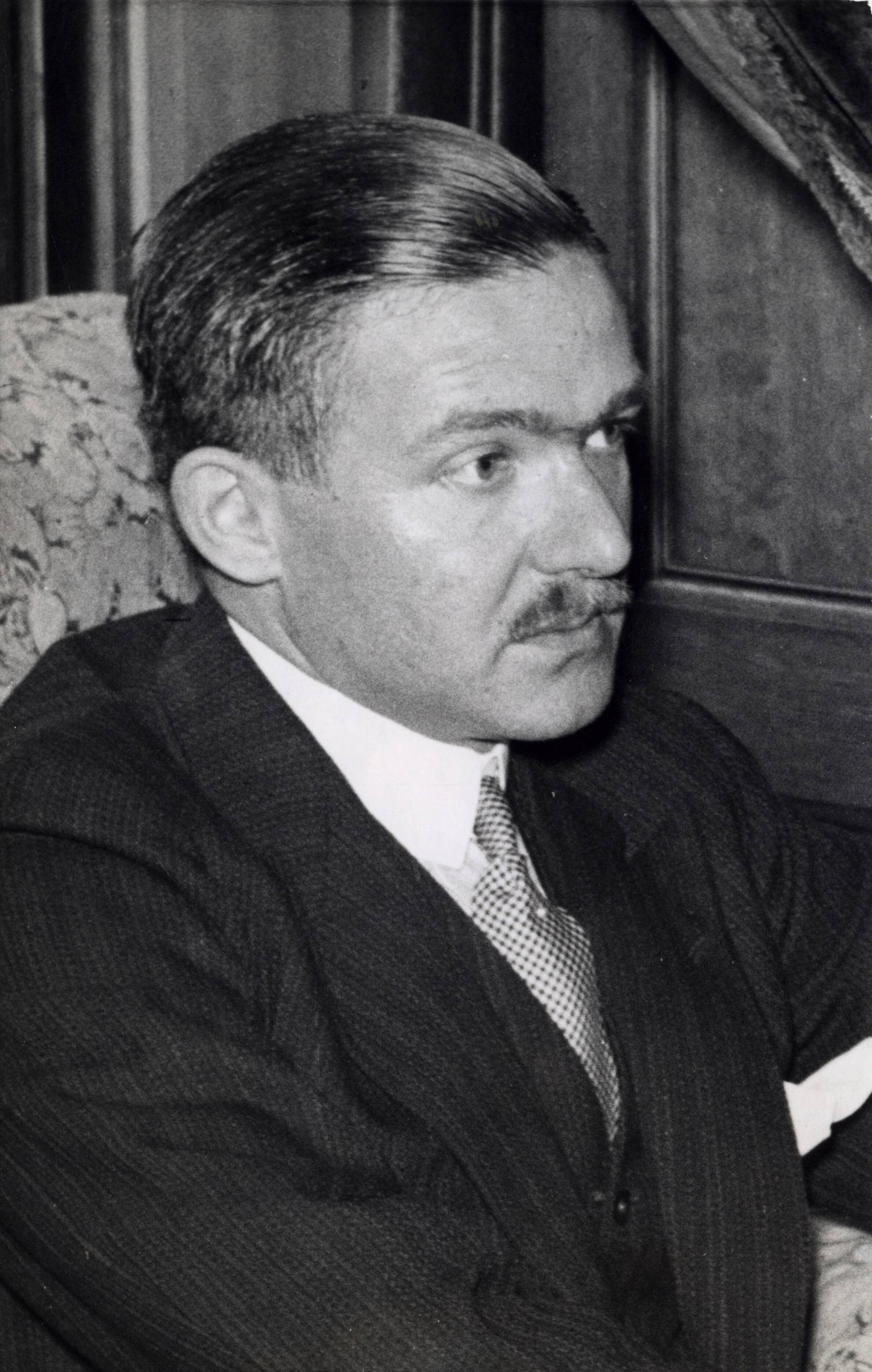
Pays-Bas : Hans Linthorst Homan, président de la délégation néerlandaise auprès de la Conférence intergouvernementale pour le Marché commun et l'Euratom

## Modifications apportées de 1962 à 1986

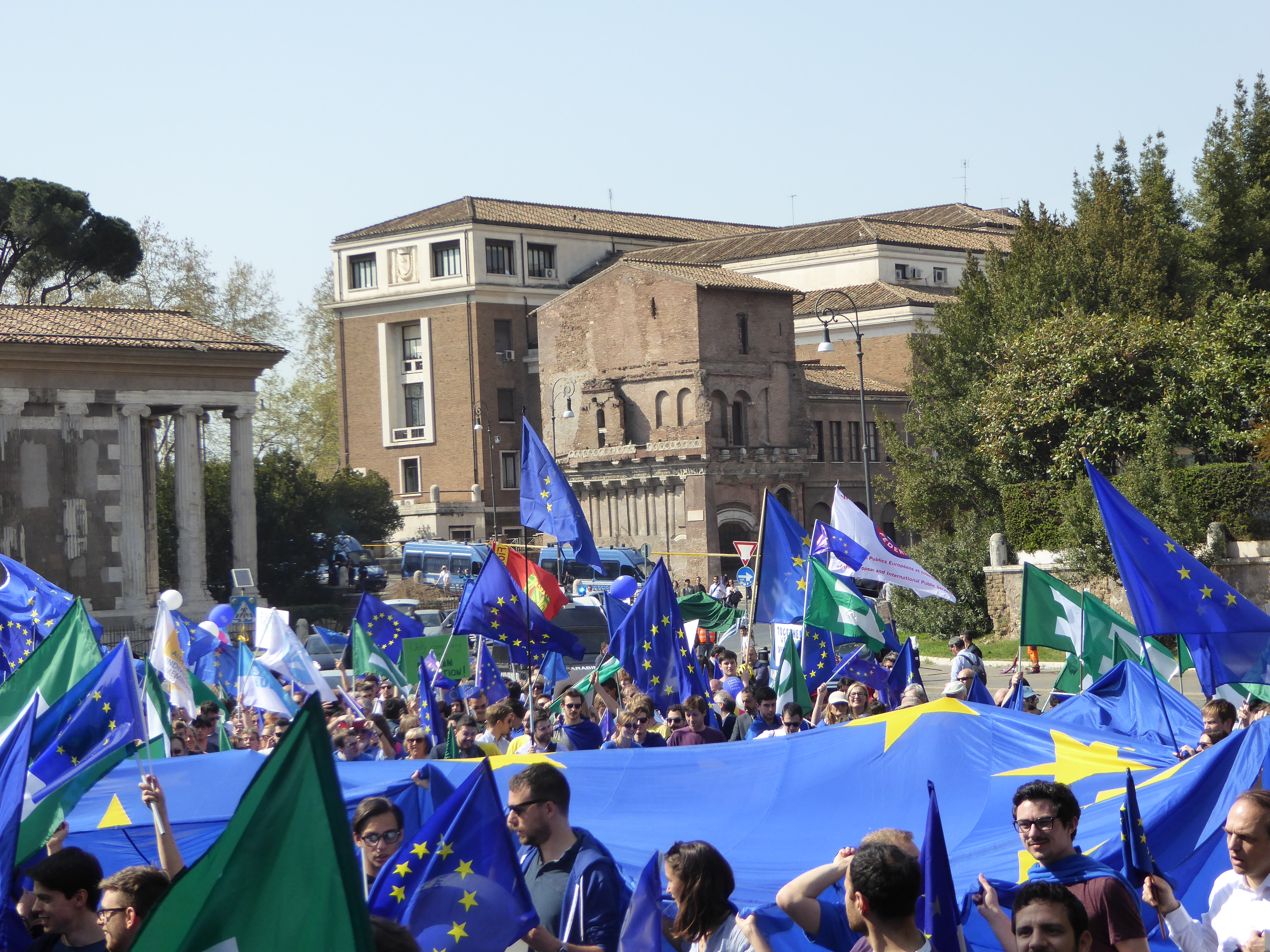
Marche pour l'Europe lors des commémorations du 60e anniversaire du traité de Rome, dans cette même ville.

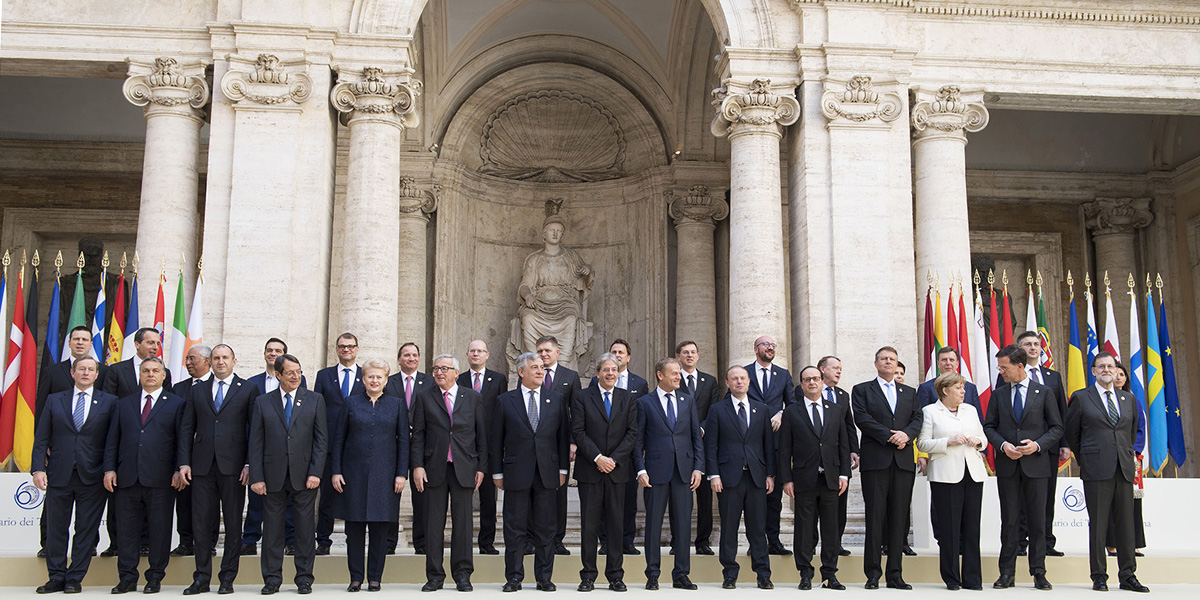
Dirigeants européens réunis lors des commémorations du 60e anniversaire du traité de Rome.

### 1962: modification du statut des Antilles néerlandaises
La Convention relative aux Antilles néerlandaises est un court traité prévoyant l'inscription des Antilles néerlandaises à l'annexe IV du traité. En conséquence, le « protocole relatif aux marchandises originaires et en provenance de certains pays et bénéficiant d'un régime particulier à l'importation dans un des États membres » cesse de s'appliquer.
De la même manière, un nouveau protocole est ajouté au traité, relatif aux importations dans la Communauté économique européenne de produits pétroliers raffinés aux Antilles néerlandaises.

### 1965: modifications apportées par le traité de fusion
Le traité de fusion des exécutifs communautaires apportent plusieurs modifications au traité CEE ainsi qu'au traité Euratom et au traité CECA : la création du Conseil des Communautés européennes, la création de la Commission des Communautés européennes, certaines dispositions financières liées à la fusion et la création du statut de fonctionnaires et agents des Communautés européennes, résultant de la fusion également. Le traité contient également des modifications dans un chapitre « dispositions générales et finales ».
Au sujet du Conseil, le traité dispose que le Conseil spécial de ministres de la Communauté européenne du charbon et de l'acier, le Conseil de la Communauté économique européenne et le Conseil de la Communauté européenne de l'énergie atomique allaient fusionner en un Conseil des Communautés européennes. En dépit de cette fusion, le Conseil conserve les compétences décrites dans chacun des traités et les exerce selon les procédures adaptées de chacun d'eux. Les règles concernant les présidences tournantes du Conseil, les convocations des sessions et le règlement intérieur sont rappelées. À l'inverse du traité CEE original, dont l'article 151 prévoyait que le Conseil « peut prévoir la constitution d'un comité formé de représentants des États membres [et déterminer] la mission et la compétence de ce comité », le traité de fusion prévoit la création du Coreper et apporte de vagues éléments quant à ses fonctions. Enfin, les articles 146 (composition du Conseil), 147 (convocation des réunions), 151 (règlement intérieur et Coreper) et 154 (fixation des indemnités) du traité CEE sont abrogés pour être respectivement remplacé par le contenu des articles 2 (composition du Conseil), 3 (convocation des réunions), 4 (Coreper) et 5 (règlement intérieur), et 6 (fixation des indemnités) du traité de fusion.
En ce qui concerne la Commission, le traité dispose que la Haute Autorité de la Communauté européenne du charbon et de l'acier, la Commission de la Communauté économique européenne et la Commission de la Communauté européenne de l'énergie atomique allaient fusionner en une Commission des Communautés européennes. De manière similaire au Conseil, la Commission ne voit pas ses compétences modifiées et conserve celles qui lui sont attribuées en vertu de chaque traité. Les articles 156 à 163 du traité sont abrogés et remplacé par leurs articles correspondant de 10 à 17 du traité modificatif. Des modifications mineures sont apportées :
- le nombre de Commissaire est fixé à un minimum de 1 et à un maximum de deux par État membre[30],
- l'article 13 du traité modificatif supprime la possibilité prévue par l'article 160 TCEE, pour le Conseil, de suspendre temporairement un commissaire de ses fonctions en attendant que la Cour de justice ne le déclare démissionnaire[31],
- et le nombre de vice-présidents de la Commission est porté à trois, équivalent au nombre de Communautés des Communautés européennes[32].

Afin de prendre acte de la fusion des institutions, les dépenses administratives de la CECA et les dépenses et recettes de la CEE et de l'Euratom , à l'exception de l'Agence d'approvisionnement de la Communauté européenne de l'énergie atomique, doivent être inscrite au budget des Communautés européennes. Le budget doit être équilibré en recette et en dépense. De même, une commission de contrôle unique des Communautés est créée en remplacement des commissions de contrôle respective d'origine.

### 1984: modification du statut du Groenland
Au terme du référendum consultatif tenu le 23 février 1982 au Groenland afin de définir si le territoire devait rester dans l'espace communautaire de la CEE, le retrait est approuvé. Le traité qui en découle est signé en mars 1984 et adapte l'application des traités européens sur le territoire du Groenland ; celui-ci devient un territoire d'outre-mer associé bénéficiant notamment de dérogations concernant la pêche.

### 1986: Acte unique européen
L'Acte unique est le texte prévoyant l'adoption des mesures visant à la réalisation d'un « espace européen sans frontières intérieures » permettant d'approfondir l'intégration européenne et mener à terme la réalisation du marché intérieur des marchandises, des personnes, des services et des capitaux (quatre libertés). Le texte est signé en février 1986 et entre en vigueur le 1er juillet 1987.